# Емельяново (Татарстан)
Емелья́ново — село в Лаишевском районе Татарстана. Входит в состав муниципального образования Среднедевятовское сельское поселение. 

## История
Основано в начале XVIII века.

## Население
| 1859 | 1897 | 1908 | 1926 | 1938 | 1949 |
| ---- | ---- | ---- | ---- | ---- | ---- |
| 378  | ↗471 | ↗575 | ↗740 | ↘592 | ↘442 |
| 1958 | 1970 | 1979 | 1989 | 1997 | 2002 |
| ↘268 | ↗302 | ↘216 | ↘114 | ↘103 | ↘92  |
| 2010 |      |      |      |      |      |
| ↘56  |      |      |      |      |      |

## Достопримечательности
В селе находится Знаменская церковь — архитектурный памятник 2 половины XVIII века.

## Люди, связанные с селом
- В селе родился Герой Советского Союза Александр Терентьевич Сергеев[3].
- С 1960 до 1963 года в Емельяновской школе работал преподавателем русского языка и литературы, географии, пения, истории Юрий Иосифович Коваль, детский писатель. В Емельяново он был направлен по распределению после окончания Московского государственного педагогического института.